# Adelospondyli
Adelospondyli é uma ordem de alongados e presumivelmente aquáticos anfíbios do Período Carbonífero. Esta ordem possui uma única família, Adelogyrinidae. O grupo é restrito ao sub-período Missisipiano Superior da Escócia.

## Gêneros
- Adelogyrinus
- Adelospondylus
- Dolichopareias
- Palaeomolgophis